# Ama H’Rin

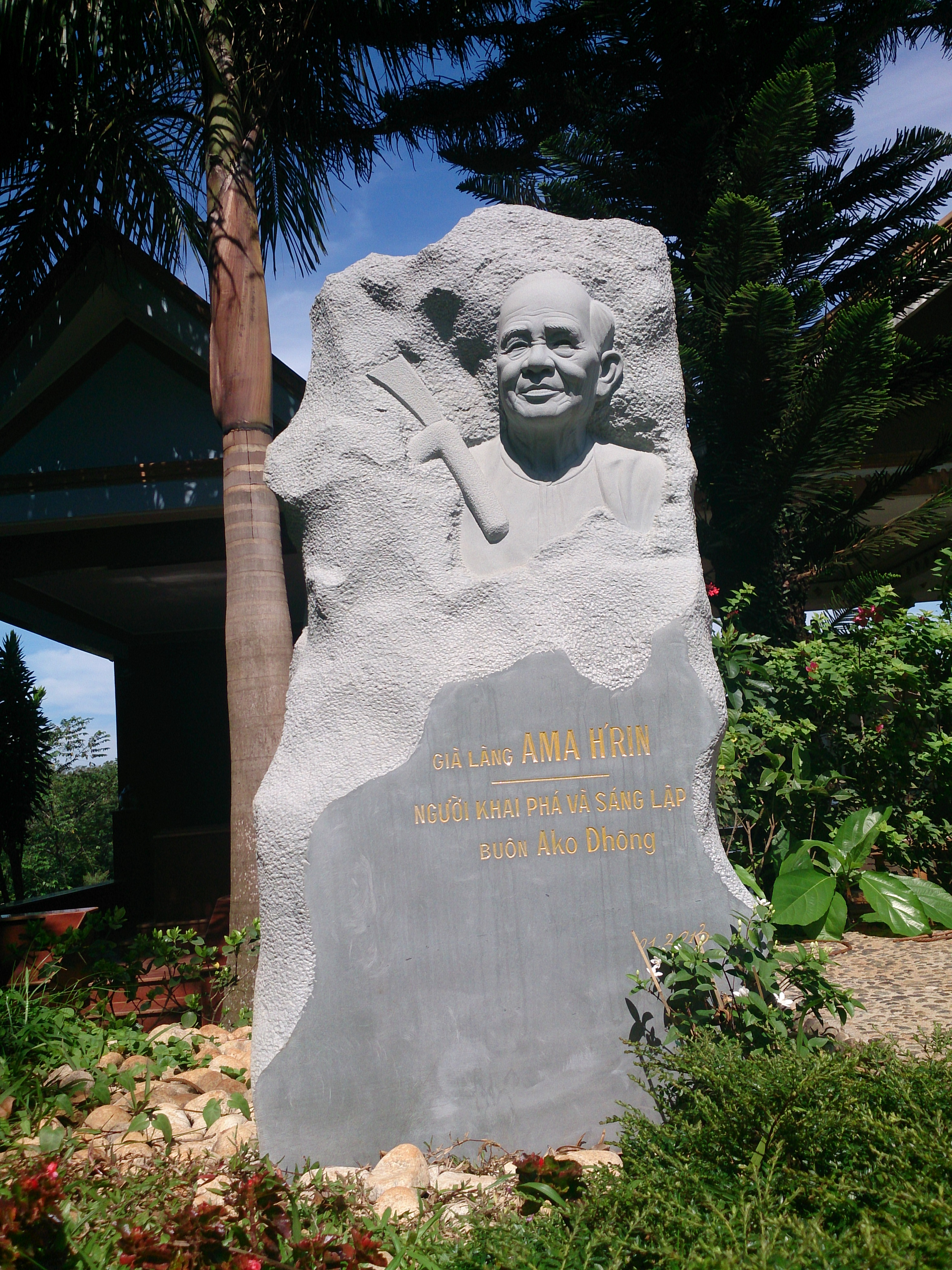
Ama H'rin - người khai phá và sáng lập Buôn Ako D'dong.

Ama H’Rin (1931 - 2012) tên thật là Y Diêm Niê, sinh tại thảo nguyên M’Đrăk. Năm 1956, ông lên Buôn Ma Thuột tìm đất và lập ra buôn Ako Đhông. Ông được xem như "linh hồn" của buôn làng này. Đây cũng là buôn nổi tiếng về sự giàu có và hiện là buôn du lịch được nhiều người ghé thăm khi đến thành phố Buôn Ma Thuột. Nơi đây vẫn còn giữ được nhiều nét đặc trưng của đồng bào Êđê bản địa. 
Năm 19 tuổi, ông bị thực dân Pháp bắt làm nô dịch ở các đồn điền cà phê tại Đắk Lắk. Không chấp nhận cảnh mất tự do, ông cùng nhiều dân làng ra đi tìm miền đất hứa và lập ra buôn Ako Dhông. 
Ama H’rin hay còn gọi là Ma Rin là người Ê Đê đầu tiên học kỹ thuật trồng cà phê, mà lúc ấy còn “độc quyền” của các điền chủ người Pháp và Kinh. Sau khi biết trồng cà phê, ông đã hướng dẫn cho bà con trong các buôn lân cận cùng làm. 40 mẫu đất được thống nhất canh tác thành một đồn điền cà phê A’ko Hdông. Với 40 gia đình người Ê Đê, cách tổ chức lao động của Ama H’rin cũng rất độc đáo. Ông để mọi người cùng làm và cùng hưởng thành quả mình làm ra. Gia đình nào có người ốm đau, không làm được thì gia đình khác làm thay và sau đó sẽ được trả công lại. Đến vụ mùa thu hoạch, sản phẩm cà phê được Ama H’rin công khai phân chia công bằng theo sự nhiệt tình đóng góp lao động của từng nhà. 

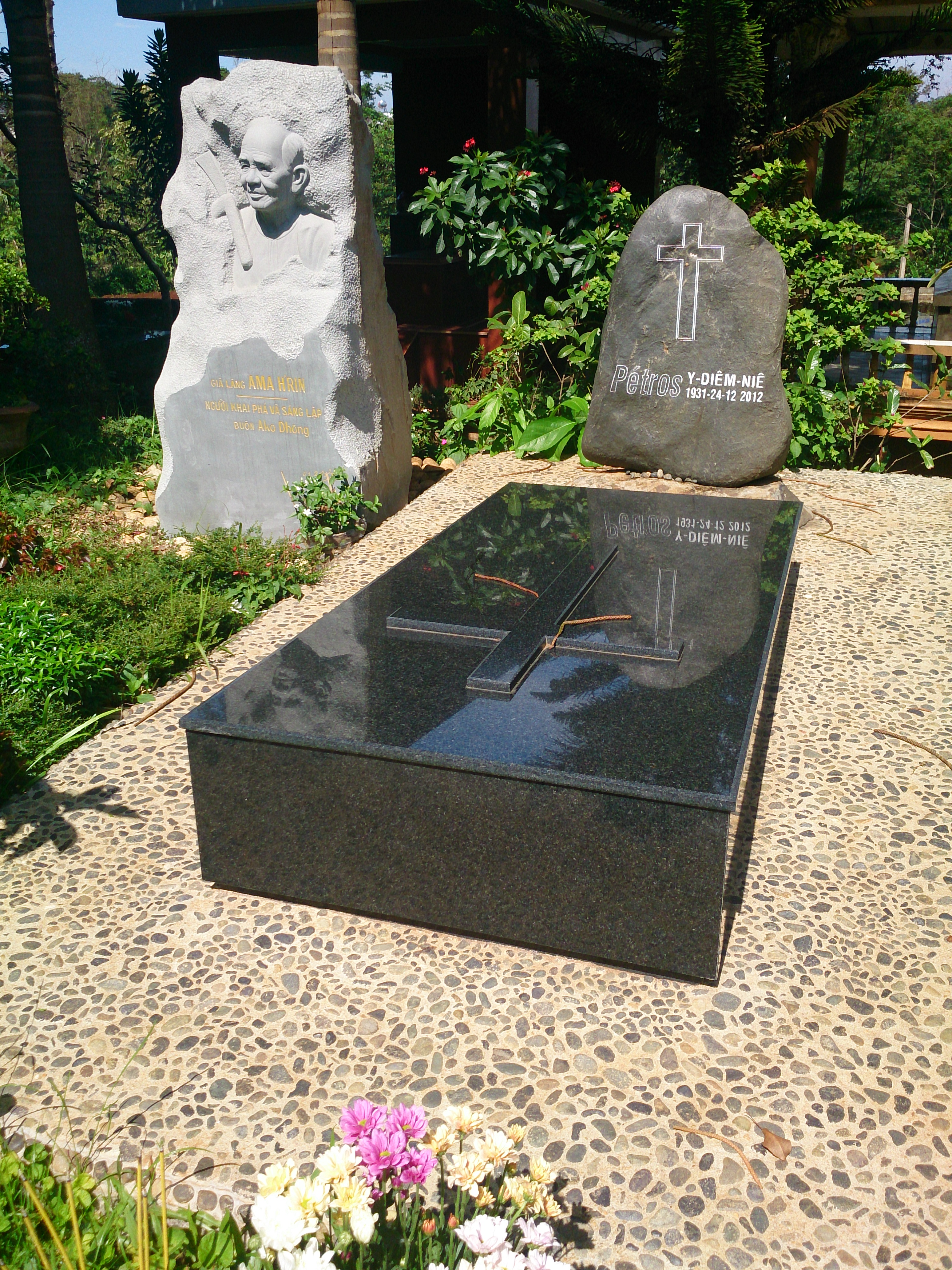
Phần mộ Ama H'rin

Ama H’rin còn chủ động đi tìm đầu ra cho sản phẩm cà phê của buôn. Với khả năng ngôn ngữ và sự thông minh, ông giao dịch thẳng với các nhà buôn người Pháp, người Hoa để tránh tình trạng bị các thương lái nhỏ ép giá. Điều này khiến cho ngay từ những năm 1960, A’ko Hdông đã trở thành một buôn làng kiểu mẫu và sung túc của Tây nguyên. 
Ama H’rin được mọi người đồng tình tôn vinh là già làng khi chưa tròn 30 tuổi. Giữ gìn truyền thống của dân tộc Ê Đê và tiếp thu thêm lối sống văn minh của người Pháp, Ama H’rin tổ chức buôn làng của mình khác nhiều nơi khác. Sự sạch sẽ có thể nhìn thấy từ những đường làng đến các nhà sàn. Gia súc có chỗ nuôi nhốt, không còn thả rông, phóng uế. Nước sạch được sử dụng đến từng nhà. Cây cối cũng phát quang, thoáng đãng. Mọi người đều ngủ trong màn, từ đó giảm thiểu được bệnh sốt rét, một căn bệnh bao đời ám ảnh người Tây nguyên.
Ông sử dụng thành thạo tiếng Pháp, đi nhiều nơi trên thế giới. Ca sĩ Y Jăk Arul là con trai thứ của ông. Ông là nhân vật được rất nhiều người biết đến thông qua các sách vở và tài liệu về văn hóa Tây Nguyên.